# Girafe (roman)
Pour les articles homonymes, voir Girafe (homonymie).
Girafe est le premier roman de l'écrivain écossais J.M. Ledgard pour lequel il reçut un accueil favorable de la critique.
Girafe est basé sur une histoire vraie qui s'est déroulée en Tchécoslovaquie, et que Ledgard a découverte alors qu'il travaillait en tant que journaliste en République tchèque pour The Economist en 2001. En 1975, à la veille du 1er mai, la police secrète tchécoslovaque habillée en combinaison ferma le zoo (zoo de Dvůr Králové) dans la petite ville tchèque de Dvůr Králové nad Labem et orchestra l'éradication de la population de 49 girafes, le plus important troupeau du monde maintenu en captivité. Aucune raison n'a jamais été donnée, et le débat sur le sujet a été évité. Ledgard raconte l'histoire des girafes depuis leur capture en Afrique jusqu'à leur mort.
Girafe a été publié en 2006 par Penguin Press aux États-Unis, Jonathan Cape en Grande-Bretagne et par Héloïse d'Ormesson en France. Les versions tchèque et néerlandaise paraîtront en 2007.
Même si certains critiques littéraires trouvèrent Girafe pompeux et sombre, la majorité fut élogieux en le décrivant comme un chef-d'œuvre. Le roman a été désigné par le Library Journal comme le Livre de l'année 2006, et le roman de l'année par les journaux des deux côtés de l'Atlantique.
Le Library Journal considère Girafe comme « un roman poignant et profond qui vous secouera et vous séduira ». Le critique de The Independent le décrivit comme « un roman magnifique, plein de compassion, sans être toutefois sentimental ». Le critique du Chicago Tribune compara Girafe à La Terre vaine de T. S. Eliot, tandis que le critique de l'Atlanta Journal-Constitution trouve que la prose de Ledgard est proche de celle d'Italo Calvino. D'autres revues mirent en parallèle l'écrivain allemand W. G. Sebald. Le critique du Cleveland Plain Dealer avança que Girafe est « un puissant rève dérangeant, comme si Idioteque de Radiohead avait été mixé avec quelque chose de Haruki Murakami ».
Selon un des éditeurs du roman, Penguin Press, « Girafe marque le début d'un inoubliable talent... Immédiatement vif et sublime, girafe est une méditation sur la souffrance, sur l'étrangeté de créature verticales, et sur les habitants d'un état totalitaire ordinaire, somnanbulant à travers la période communiste ».